# Гордзеньо
Гордзе́ньо, Горценьо (итал. Gorzegno) — коммуна в Италии, располагается в регионе Пьемонт, в провинции Кунео.
Население составляет 357 человек (2008 г.), плотность населения составляет 27 чел./км². Занимает площадь 13 км². Почтовый индекс — 12070. Телефонный код — 0173.
Покровительницей коммуны почитается Пресвятая Богородица, празднование 5 августа.

## Демография
Динамика населения:

## Администрация коммуны
- Официальный сайт: